# Silkesfjäril
Silkesfjäril (Bombyx mori), art inom familjen silkesspinnare (Bombycidae). Silkesfjärilen är en fjäril som är ekonomiskt betydelsefull då den producerar silke. Den har odlats i Kina i cirka 5000 år. Larven kallas silkesmask och dess föda består enbart av mullbärslöv. Den härstammar från norra Kina.

## Mask och fjäril
Silkesmasken kallas så därför att den spinner sin kokong av råsilke. Kokongen är gjord av en enda sammanhängande tråd av råsilke som är mellan 300 och 900 meter lång.
Silkesmaskar har god aptit och äter mullbärslöv både dag och natt. Därför växer de också väldigt fort. När färgen på deras huvuden blir mörkare betyder det att det är dags för dem att ömsa skinn. När de har ömsat skinn fyra gånger får de en mer gulaktig färg och deras skinn blir mindre. Det innebär att de kommer att täcka sig själva med en kokong av silke.
Om larven tillåts att äta sig ur sin kokong på naturlig väg kommer trådarna att bli korta och används bland annat till Erisilke. För att förhindra detta slängs kokongerna i kokande vatten, vilket dödar larven men också gör det lättare att nysta upp kokongen. Själva larven äts ofta upp.
Den vuxna malen har fötts upp enbart för silkesproduktion och kan inte flyga. Den kan även kallas äkta silkesfjäril, mullbärsspinnare, mullbärssilkesfjäril. På grund av sin långa historia och ekonomiska vikt, har silkesmasken varit föremål för omfattande studier i modern tid.

## Silke i kulturen
I Kina finns det en legend om hur silket upptäcktes av en forntida kejsarinna som hette Xi Ling-Shi. Hon var ute och gick när hon upptäckte maskarna. Hon gick fram och rörde vid en mask och upptäckte att en tunn tråd kom ut. Allt mer silke kom ut och virade sig runt hennes finger. Då upptäckte hon även en liten kokong och insåg omedelbart att denna var källan till silkestrådarna. Hon lärde sen ut detta till folk runtomkring henne och kunskapen bredde på så vis ut sig. 

### Medicinsk användning
Silkesmasken är källan till den traditionella kinesiska medicinen "bombyx batryticatus" eller "stel silkesmask". Det är den torkade kroppen av en larv i det 4–5:e stadiet som har dött av white muscadine disease som orsakas av en infektion från svampen Beauveria bassiana. Dess användningsområden är att ta bort gaser, lösa upp slem och lindra kramp.